# Otto Quade
Otto Quade (* 27. August 1907 in Leipzig; † 17. Februar 1985) war ein deutscher Politiker der KPD und 1947 bis 1950 nordrhein-westfälischer Landtagsabgeordneter.
Otto Quade arbeitete als Wohlfahrtspfleger in Solingen, war 1922 bis 1926 Funktionär im Verband der Deutschen Buchdrucker und schloss sich 1926 der KPD an. Von Februar bis Oktober 1946 war er Stadtverordneter in Solingen und vom 20. April 1947 bis zum 17. Juni 1950 gehörte er als Abgeordneter dem nordrhein-westfälischen Landtag an. Er wurde dabei im Wahlkreis Solingen-Ohligs direkt gewählt.